# Thierry van Tuldel
Thierry van Tuldel fut le 26e abbé à administrer l'abbaye de Parc, de 1462 à sa mort, en 1494. Ce monastère situé dans le Brabant flamand, en Belgique, près de Louvain, est affilié à l'ordre des Prémontrés. Il fut fondé en 1129 et est toujours en activité en 2021.
L'abbé Thierry van Tuldel continua l'œuvre de son prédécesseur, l'abbé Gauthier van Beringen, en agissant pour le redressement moral de l'ordre. Il ne s'est pas contenté d'éloigner les commendes des abbayes norbertines, mais il a voulu apporter certaines réformes à ses Statuts.

## Chronologie
Thierry van Tuldel naît en 1419 à Hilvarenbeek, dans le duché de Brabant, aujourd'hui situé dans le Brabant-Septentrional, de Jean et d'Elisabeth van Groenendael,.
Il est d'abord chanoine de l'abbaye de Tongerlo, envoyé à l'Université de Paris puis promu au grade de licencié en droit canon, nommé ensuite à la cure de Nispen sous Rozendael, et quitte cette charge pour devenir le procureur général de l'Ordre à Rome,. Le 5 juillet 1462, il est nommé à la tête de l'abbaye de Parc par le pape Pie II et sacré par le cardinal Nicolas du titre de Saint-Pierre aux Liens, alors qu'il habite encore à Rome, puis installé à Parc le 27 août 1462 par l'abbé de l'abbaye Saint-Michel d'Anvers.
Il meurt le 9 octobre 1494 et est enterré en la chapelle de la Vierge sous une belle pierre sculptée, ornée d'une inscription.

## Abbatiat

### Intendance

#### Effectif du monastère
Du temps de cet abbé, 30 religieux sont acceptés à l'abbaye.

#### Développement d'une bibliothèque
L'abbé Thierry van Tuldel fait transcrire et enluminer un grand nombre de livres pour être utilisé par les religieux de l'abbaye de Parc. Il acquiert d'autre part plusieurs ouvrages directement auprès des premiers imprimeurs de la région, comme ceux produit par les presses de Jean de Westphalie. En définitive, il rassemble tous ces volumes dans une salle commune qui prend la forme d'une bibliothèque.

#### Différentes constructions
L'abbé Thierry van Tuldel fait en sorte, au cours de son administration, de bâtir, à la droite de l'entrée principale de l'église, une tour carrée contenant une horloge avec cadran. Cette haute tour est construite en briques et pierres blanches. L'horloge possède un carillon et répète à chaque heure l'air de l'hymne de la Vierge : Immaculata, integra et casta es Maria. À la base de l'horloge on peut lire l'inscription : Te cunctis horis sonet hœc vox ferrea rogo abbas quam statuit De Tuldel Theodoricus.
À la même époque, il fait construire une troisième porte à l'ensemble monastique de façon à séparer du quartier abbatial différents bâtiments, comme la ferme, la brasserie ou la boulangerie. Il fait élever aussi un nouveau refuge sous la forme d'une élégante construction dans la rue des Récollets.

### Affaires religieuses

#### Usage des ornements pontificaux
L'abbé Thierry van Tuldel est le premier abbé mitré de l'histoire de l'abbaye de Parc,. Il a en effet obtenu du pape Pie II, en 1462, pour lui comme pour ses successeurs, l'usage des ornements pontificaux dans le but d'accroître sa considération et son autorité, puis du pape sixte IV, en 1475, la bénédiction des calices, cela dans le but de rehausser l'éclat des cérémonies religieuses à Parc,.

#### Lutte contre les commendes
Dès le début de son administration, l'abbé Thierry van Tuldel se montre ferme vis-à-vis du maintien des privilèges de son ordre, contrebalancés par la nomination des abbés commendataires qu'il estime être un abus, lesquels sévissent dans l'ordre des Prémontrés, surtout en France mais aussi à l'abbaye de Grimbergen, à l'abbaye Saint-Michel d'Anvers et à l'abbaye de Tongerlo,.
Il parvient finalement à avoir gain de cause après des difficultés en obtenant l'appui des ducs de Brabant, de Charles Le Téméraire et de Maximilien d'Autriche, délivrant ainsi son ordre de cette charge que représente les commendes, aussi bien en Belgique qu'en France, jusqu'en 1789.

#### Réforme des Statuts de l'Ordre
Le combat de l'abbé Thierry van Tuldel pour délivrer son ordre des commendes, associé plus généralement à une réforme des Statuts de l'ordre des Prémontrés, pour redonner au monastère une discipline et l'observance de la règle, est âpre,,.
Pour arriver à ses fins, l'abbé Thierry van Tuldel fait deux voyages à Rome, et en 1475, le pape Sixte IV rédige une bulle dans laquelle il permet aux chefs de l'ordre de modifier les statuts selon ce qu'ils jugent convenables.

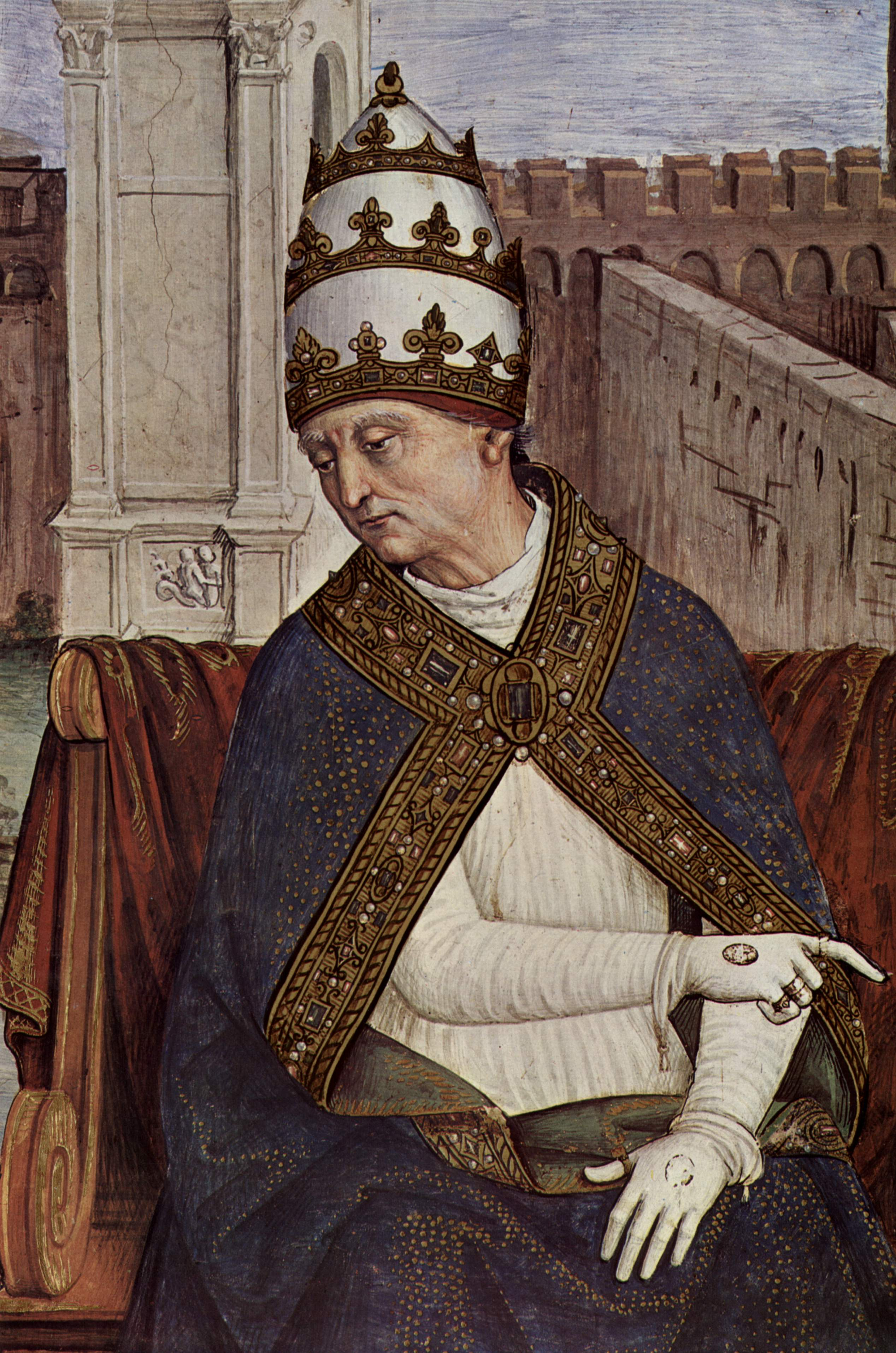
Le pape Pie II.
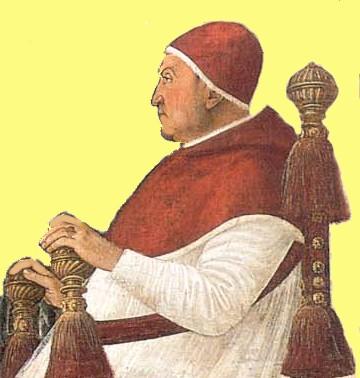
Le pape Sixte IV.
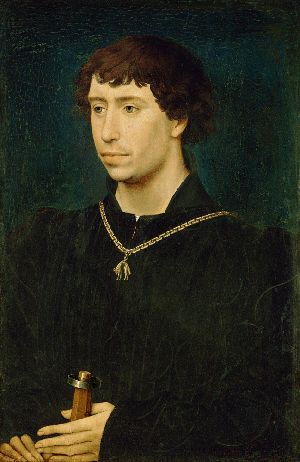
Charles le Téméraire.
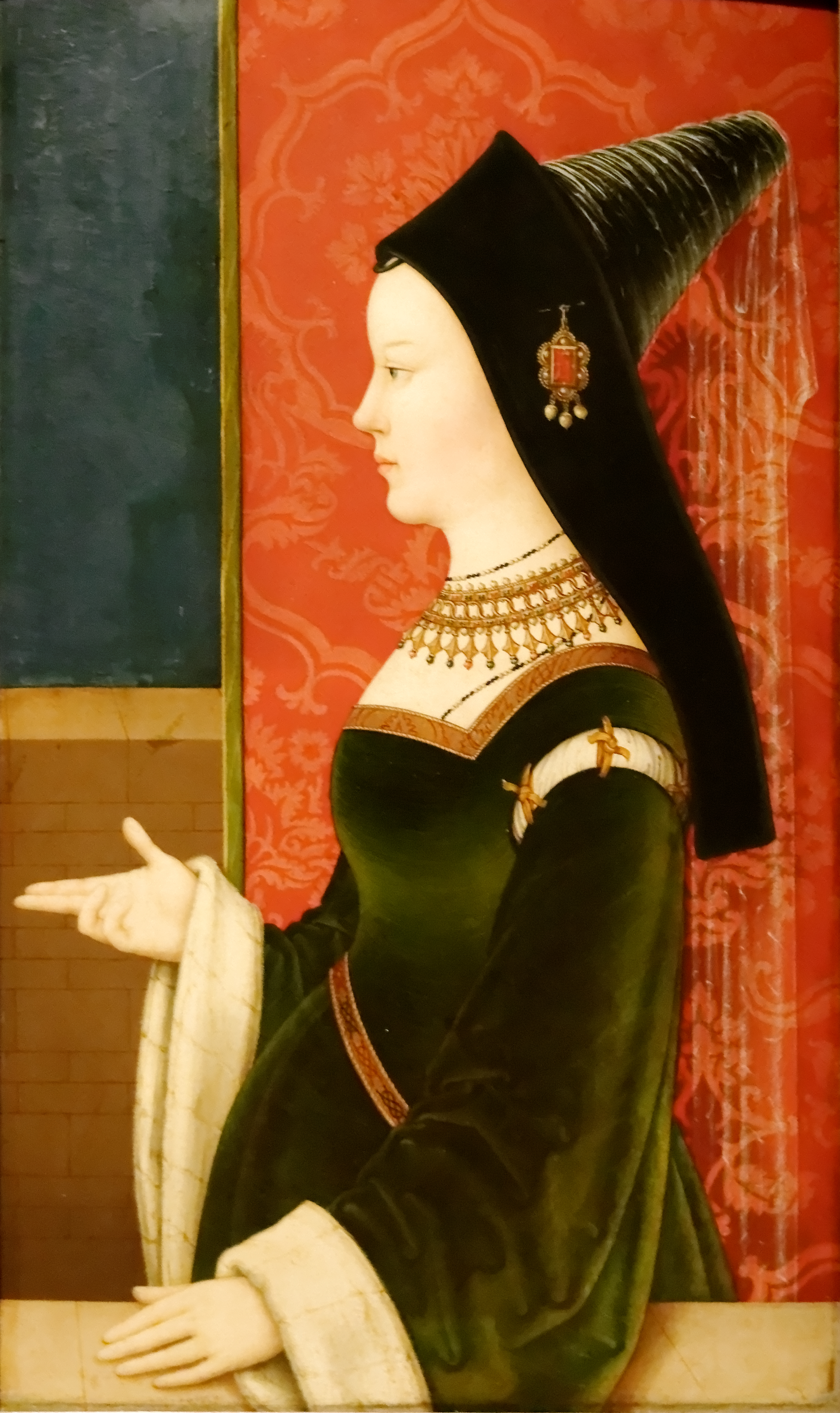
Marie de Bourgogne.

### Affaires politiques

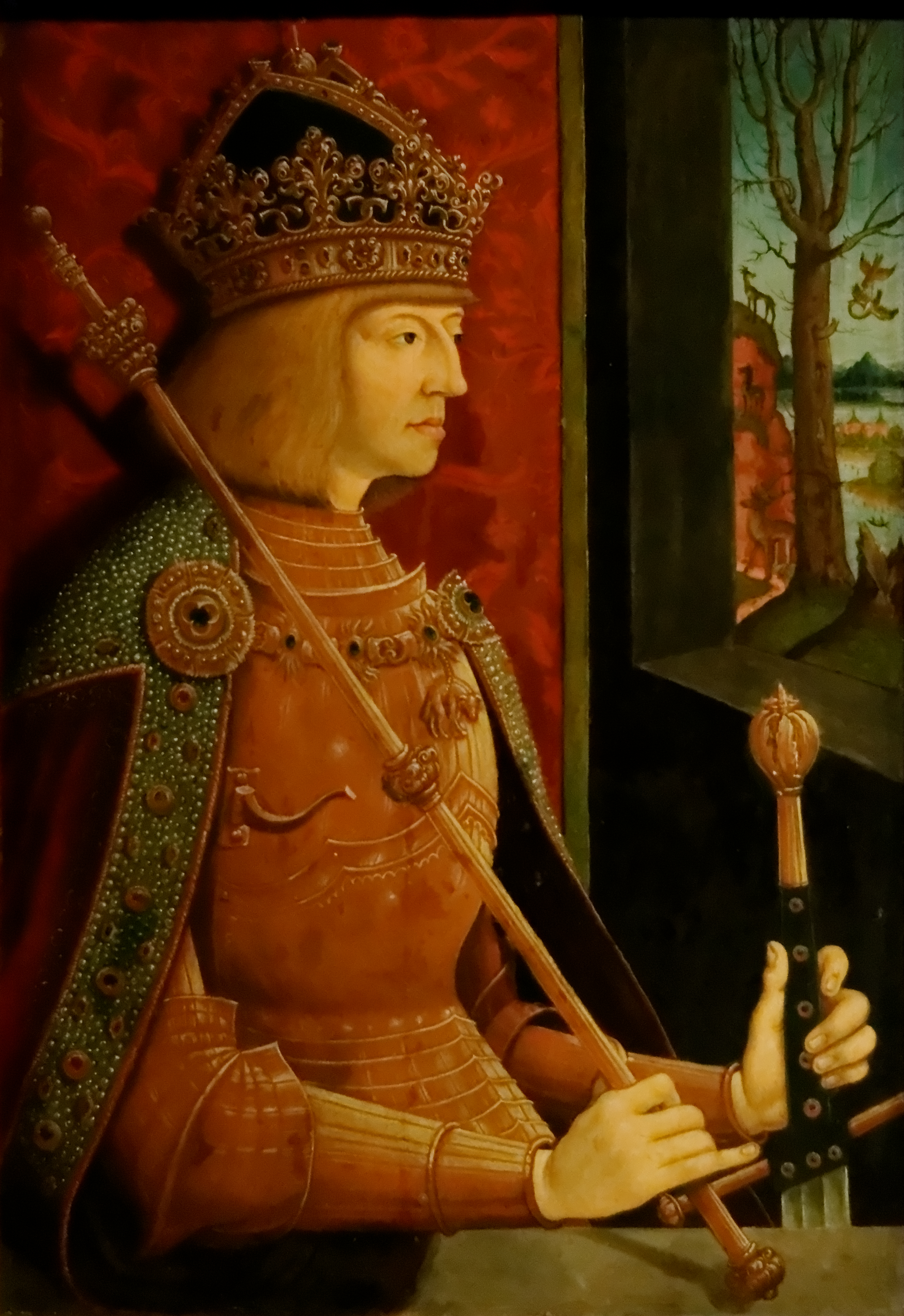
Portrait de Maximilien d'Autriche (vers 1500).

#### Vénerie ducale
En 1481, l'abbé Thierry van Tuldel libère le monastère du paiement annuel de la contribution pour l'entretien des chiens de meute et des personnes attachées à la vénerie ducale.

#### Gilde d'arbalétriers
Le 13 juin 1486, l'abbé Thierry van Tuldel érige, pour le plaisir des habitants du hameau de Vinckenbosch, une gilde d'arbalétriers, sous le titre de Saint-Jean et de Saint-Sébastien. En 1535, les membres de cette société font réviser leur charte et approuver leurs statuts par les chefs du grand serment de Saint-Sébastien à Louvain. Cette association, qui a la garde de l'abbaye et dont le prélat est le chef-homme, compte, en 1783, trente sept membres.

#### Diplomatie
L'abbé Thierry van Tuldel est conseiller de l'empereur Maximilien d'Autriche. En 1489, il accompagne une délégation chez Albert III de Saxe pour demander la paix au Brabant et en Flandre. Ils sont tous allés ensuite voir le roi de France pour signer la paix de Francfort. Il finit sa carrière par un acte de patriotisme. En effet, lors d'une révolution civile qui éclate en Belgique, Louvain suit, avec d'autres villes, les ennemis du duc Maximilien, mais l'abbé, attaché à son prince, s'exile de son monastère, le temps que l'insurrection passe, pour ne pas se joindre à la partie adverse.

### Démission et fin de vie
Deux ans avant sa mort, fatigué, il prend comme coadjuteur son neveu Arnold Wyten qui deviendra le 27e abbé de Parc, du consentement de ses religieux. Il envoie sa démission au Général de l'ordre, présent au chapitre général tenu à Chauny, dans le diocèse de Noyon, le 28 avril 1494, cette démission étant acceptée par l'abbé-général Hubert Gobert.
La pierre sépulcrale sculptée placée par son successeur l'abbé Arnold Wyten, à l'endroit où est inhumée Thierry van Tuldel, à la chapelle de la Vierge, porte une longue inscription en latin.

## Postérité

### Pierre sépulcrale
L'inscription en latin visible sur la pierre sépulcrale de la tombe de Thierry van Tuldel, à la chapelle de la vierge, est :
| Theodoricus de Tuldel ex Bekâ in decretis licenciatus, sui ordinis       |
| in Romanâ curiâ quotannis Procurator, hujus Ecclesiœ Abbas               |
| obtinuit mitram benedictionem episcopalem vestium et calicum con-        |
| secrationem : polutorum reconciliationem, ordinum minorum colla-         |
| tionem; quod exemptio confirmata et electiones liberœ sint et            |
| abrogatœ commendœ. Inde quœ tulit mala superavit. Receptionis œs         |
| abhorruit, vetera refecit, nova struxit, res auxit, Bibliothecam insti-  |
| tuit, Ecclesiœ zelator et patriœ, dapsilis, fidus et integer. Senex fra- |
| trum consensu, Principis ope, apostolica provisione coadjutorem          |
| accepit et successorem. Ætatis 75 regiminis 32 exactis annis catho-      |
| lice mortuus, ad memoriam virginis hic voto suo conditus est.            |
| Anno M CCCC XC IV 9 octobris.                                            |

### Indication posthume
Dans son ouvrage cité dans la bibliographie du présent article, J.E. Jansen accompagne la chronologie de l'abbé Thierry van Tuldel d'une indication en latin le concernant, et qu'un outil informatique traduit approximativement par : « l'abbaye fut très utile et d'une excellente dignité. Avec l'immunité ecclésiastique en Belgique, pour la défense de la justice et du pays même, il atteint la plus haute distinction entre tous les hommes, plébéiens, nobles, ducs et princes, habitué à fréquenter les souverains pontifes de l'Église. ».

### Armes de l'abbé

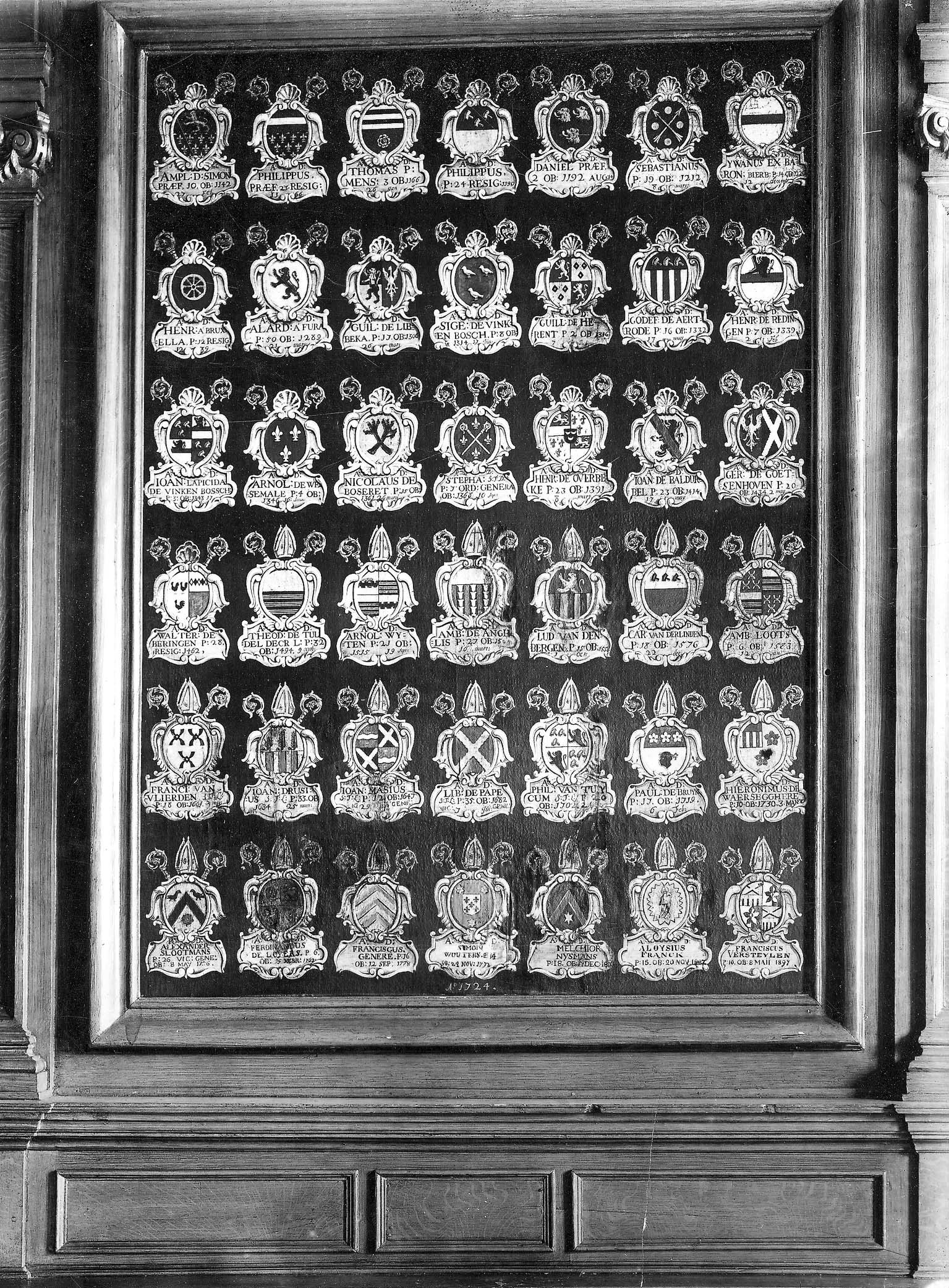
Armes des abbés de Parc (1724).

Armes de l'abbé Thierry van Tuldel s'il avait été un abbé Prémontré non mitré.

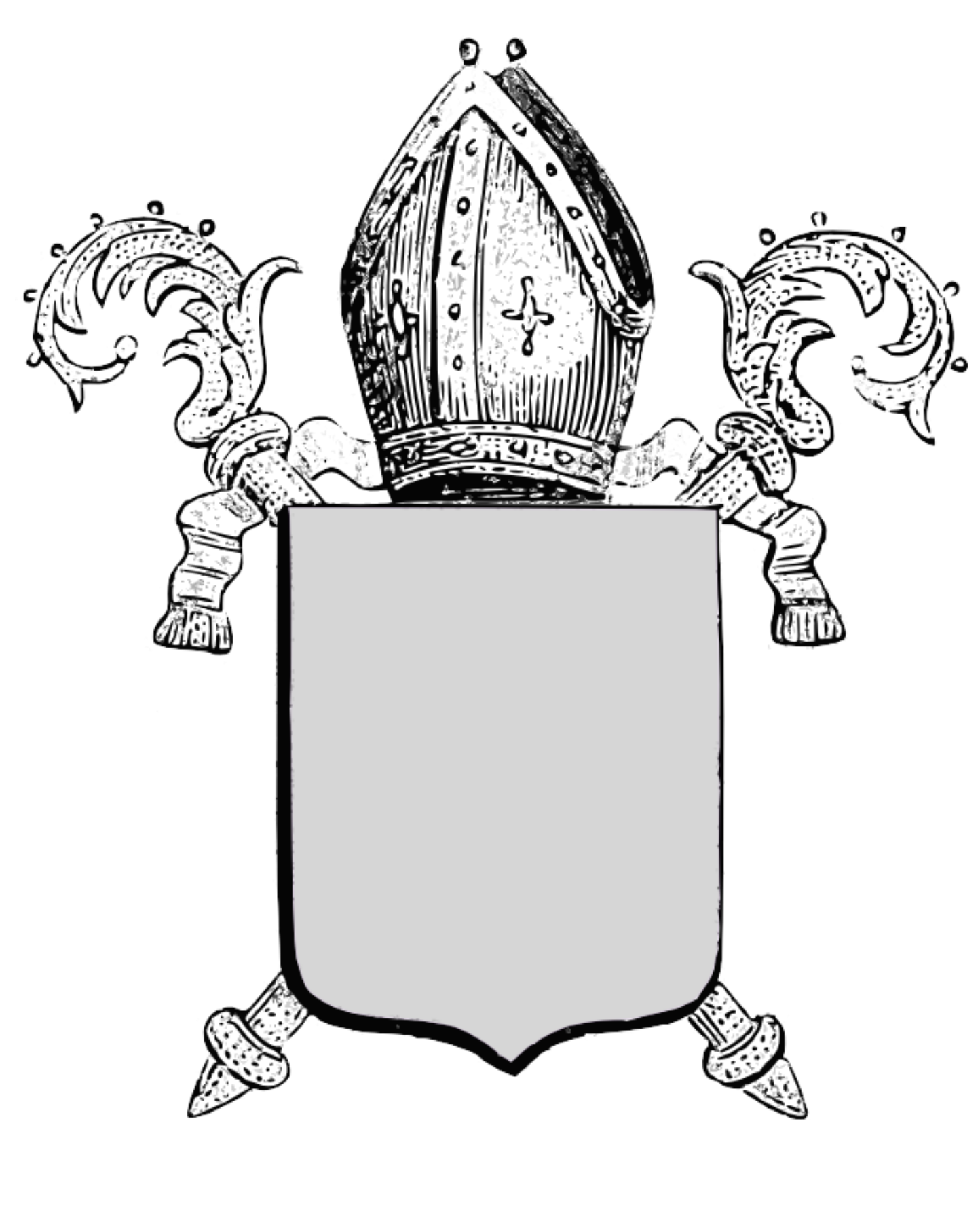
Ornements extérieurs des abbés flamands d'avant la Révolution française.

Les ornements extérieurs des armes de cet abbé auraient pu être ceux des Prémontrés, mais il s'avère que les abbés flamands d'avant la Révolution française utilisaient des ornements extérieurs spécifiques accompagnant leur blason.
S'agissant de l'abbé Thierry van Tuldel, ses armes se blasonnent « de sable à trois jumelles d'or, au chef d'or plain ». On retrouve la représentation du blason dans l'armorial des abbés de Parc.
Les armes de cet abbé apparaissent aussi sur le tableau qui existe à l'abbaye de Parc. Son écusson armorial figure également sur la gauche de son sceau. Les registres aux comptes montrent que ce sceau a été fabriqué à Louvain en 1463. Il représente une niche gothique avec les images de la Vierge et de saint Norbert. En bas du sceau se trouve l'abbé agenouillé accompagné d'un ange portant la mitre.